# الجامعة التونسية لرياضة المعوقين
اللجنة البارالمبية التونسية (الجامعة التونسية لرياضة المعوقين) هي لجنة رياضية تاسست عام 1990 وهي من ضمن أعضاء اللجنة البارالمبية الدولية، مسؤولة عن تطوير وإدارة الرياضة البارالمبية في تونس وهي تابعة للاتحاد الإفريقي لرياضة المعاقين.
الجامعة التونسية لرياضة المعوقين هي نتاج عديد الجمعيات الخاصة لتأهيل المعاقين على غرار الاتحاد التونسي لإعانة المتخلفين ذهنيًا والجمعية التونسية لمساعدة الصم والجمعية العامة للقاصرين عضويًا والاتحاد الوطني للكفيف. وقد اجتمع مسؤولو الأربع جمعيات وتم تكوين النواة الأولى للجامعة ومن ثم انعقاد أول مؤتمر للمكتب التنفيذي وانتخاب مجلس الإدارة سنة 1984.
في ذات السياق صدر نص قانون تونسي عدد 104 فاعتقادي لا مثيل له عالميًا سنة 1994 يقضي بإلزام كل مؤسسة تربوية أو جمعية مختصة في تأهيل وإدماج المعوق أن تبرمج مادة التربية البدنية كما تبرمج بقية المواد الأخرى كما يجب عليها أن تكون فرقًا رياضيًا وجمعيات تنخرط في الجامعة التونسية لرياضة المعوقين.

## الإنجازات
يشارك المنتخب التونسي في الألعاب البارالمبية الصيفية منذ سنة 1988،منذ عام 1988 وتحصلت تونس إلى حد دورة 2020 في طوكيو على 103 ميدالية موزعة على النحو التالي:
- 43 ميدالية ذهبية
- 38 ميدالية فضية
- 22 ميدالية برونزية

## الإدارة

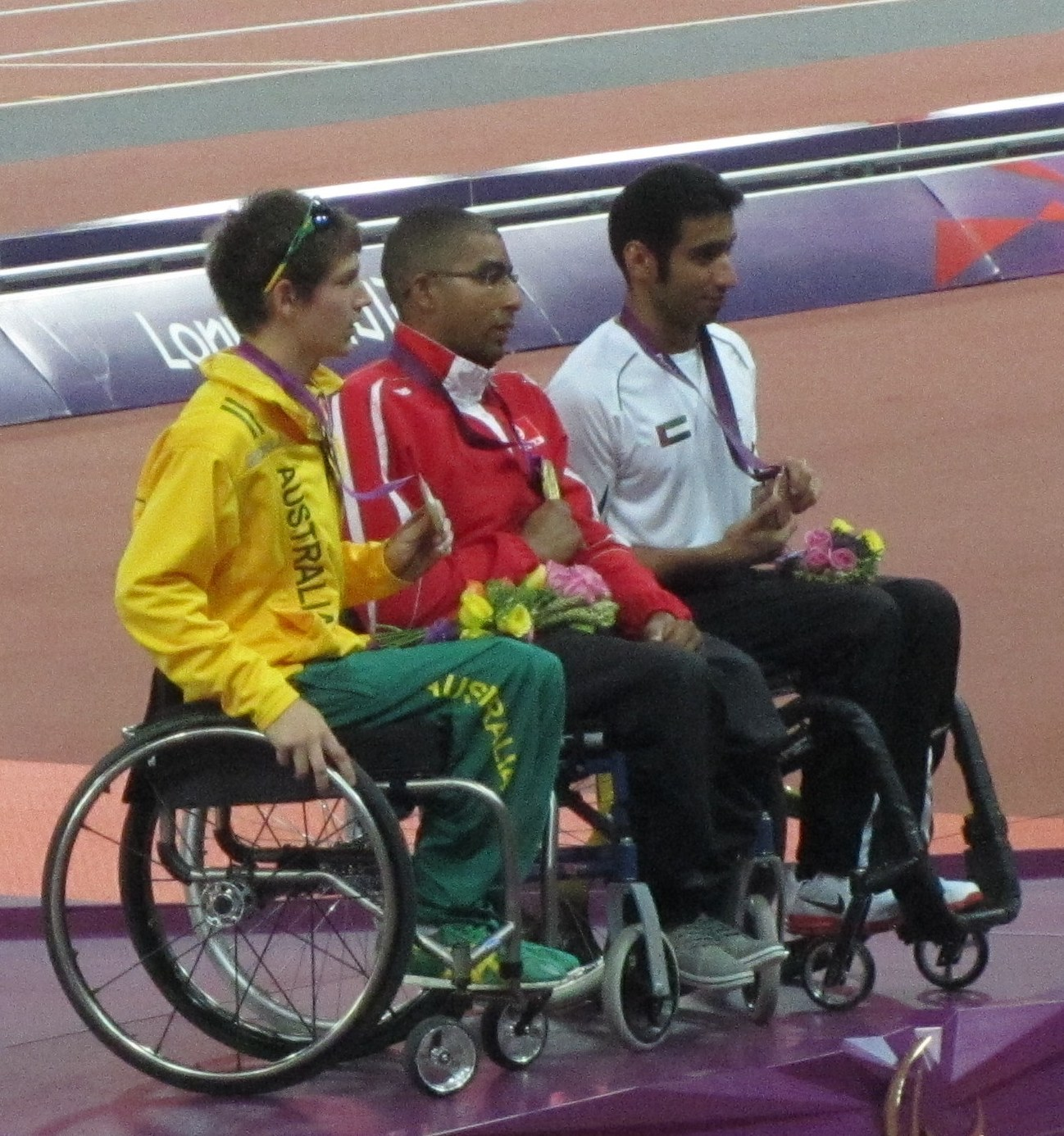

قائمة الجامعة التونسية لرياضة المعوقين للمدّة النيابية 2022-2026:
- الرئيس: الحبيب سمشة
- عضو: محمد عاشور الحراثي
- عضو: نجاح المؤدب
- عضو: شمس الدين القمودي
- عضو: سنية العرقوبي
- عضو: رشيد الهاشمي
- عضو: سنية الهادف
- عضو: ناصر القلالي
- عضو: محسن قاره برني
- عضو: عبد الجليل عبيد
- عضو: شكري الهنتاتي
- عضو: علي الورهاني

## مستقبل رياضة المعاقين
حسب الإحصائيات العامة للمجازين والجمعيات للموسم الرياضي 2010-2011، بلغ عدد المجازين 4033، تمثل النساء حوالي ثلتهم. وحسب رئيس الجامعة:
هناك إقبال كبير على ممارسة العديد من الاختصاصات الجديدة التي تسعى الجامعة لنشرها في كل المناطق وخاصة منها تلك التي تستهدف الإعاقات العميقة على غرار البوتشية التي تتجه إلى عميقي المصابين بالشلل الدماغي وكرة الهدف التي تخص الكفيف، أيضا نلاحظ أن عدد عناصر المنتخب الوطني في إزدياد وإرتفاع وهناك تشجيعات كبيرة من الأولياء لمنظوريهم المعوقين لممارسة الأنشطة الرياضية سواء ترفيهية كانت أو نخبوية وهذا مؤشر إيجابي لمزيد نشر الرياضة لدى ذوي الاحتياجات الخاصة وضامن لتواصل هذه الرياضة من منطلق إعداد عناصر جديدة وإستكشافها لتطعيم الفريق الوطني ضمانا لمواصلة التألق وفرض اللون لإعلاء الراية الوطنية عالية في كل المحافل الدولية.

## روابط خارجية
- الموقع الرسمي باللغة الفرنسية
- الصفحة الرئيسية لموقع IPC على شبكة الإنترنت